# 4-甲苯亚磺酰胺
4-甲苯亚磺酰胺是一种有机硫化合物，化学式为C7H9NOS。它可由4-甲苯亚磺酸甲酯和双(三甲基硅基)氨基锂在四氢呋喃中于−78 °C反应制得。

## 反应
它和4-氯苯甲醛反应，可以得到N-(4-氯亚苄基)-4-甲苯亚磺酰胺。